# Ankobra
Ankobra – rzeka w południowej Ghanie, w zachodniej Afryce. Jej długość, licząc od źródeł (na północny wschód od Wiawso) wynosi około 190 km. Do Tomento rzeka jest pływowa (rzeka, w której poziomy wody i przepływy są kształtowane przez pływy morskie), zasilana jest swoimi dopływami: Fure, Mansi, Nini i Bonsa; kończy bieg wpływając do Zatoki Gwinejskiej. 
Ankobra jest żeglowna na odcinku około 80 km w głąb kraju, podczas gdy jej górna część jest niedostępna ze względu na liczne katarakty.